# Montlaur (Haute-Garonne)
Pour les articles homonymes, voir Montlaur.
Montlaur est une commune française située dans le nord-est du département de la Haute-Garonne, en région Occitanie.
Sur le plan historique et culturel, la commune est dans le Lauragais, l'ancien « Pays de Cocagne », lié à la fois à la culture du pastel et à l’abondance des productions, et de « grenier à blé du Languedoc ». Exposée à un climat océanique altéré, elle est drainée par l'Hers-Mort, le ruisseau de Tissier et par divers autres petits cours d'eau. La commune possède un patrimoine naturel remarquable composé d'une zone naturelle d'intérêt écologique, faunistique et floristique.
Montlaur est une commune rurale qui compte 1 791 habitants en 2022, après avoir connu une forte hausse de la population depuis 1962. Elle fait partie de l'aire d'attraction de Toulouse. Ses habitants sont appelés les Montlauriens ou  Montlauriennes.
Le patrimoine architectural de la commune comprend un immeuble protégé au titre des monuments historiques : le château, inscrit en 1982.

## Géographie

### Localisation
La commune de Montlaur se trouve dans le département de la Haute-Garonne, en région Occitanie.
Elle se situe à 16 km à vol d'oiseau de Toulouse, préfecture du département, et à 3 km d'Escalquens, bureau centralisateur du canton d'Escalquens dont dépend la commune depuis 2015 pour les élections départementales.
La commune fait en outre partie du bassin de vie de Toulouse.
Les communes les plus proches sont : 
Belberaud (2,2 km), Donneville (2,5 km), Escalquens (3,4 km), Montgiscard (3,4 km), Deyme (3,7 km), Odars (4,1 km), Fourquevaux (4,2 km), Pompertuzat (4,4 km).
Sur le plan historique et culturel, Montlaur fait partie du pays toulousain, une ceinture de plaines fertiles entrecoupées de bosquets d'arbres, aux molles collines semées de fermes en briques roses, inéluctablement grignotée par l'urbanisme des banlieues.
Montlaur est limitrophe de six autres communes.
Les communes limitrophes sont  Baziège, Belberaud, Deyme, Donneville, Fourquevaux et Montgiscard.
|            | Belberaud   | Fourquevaux |
| Deyme      | Montlaur    | Baziège     |
| Donneville | Montgiscard |             |

### Géologie
La superficie de la commune est de 961 hectares ; son altitude varie de 149  à   227 mètres.

### Hydrographie

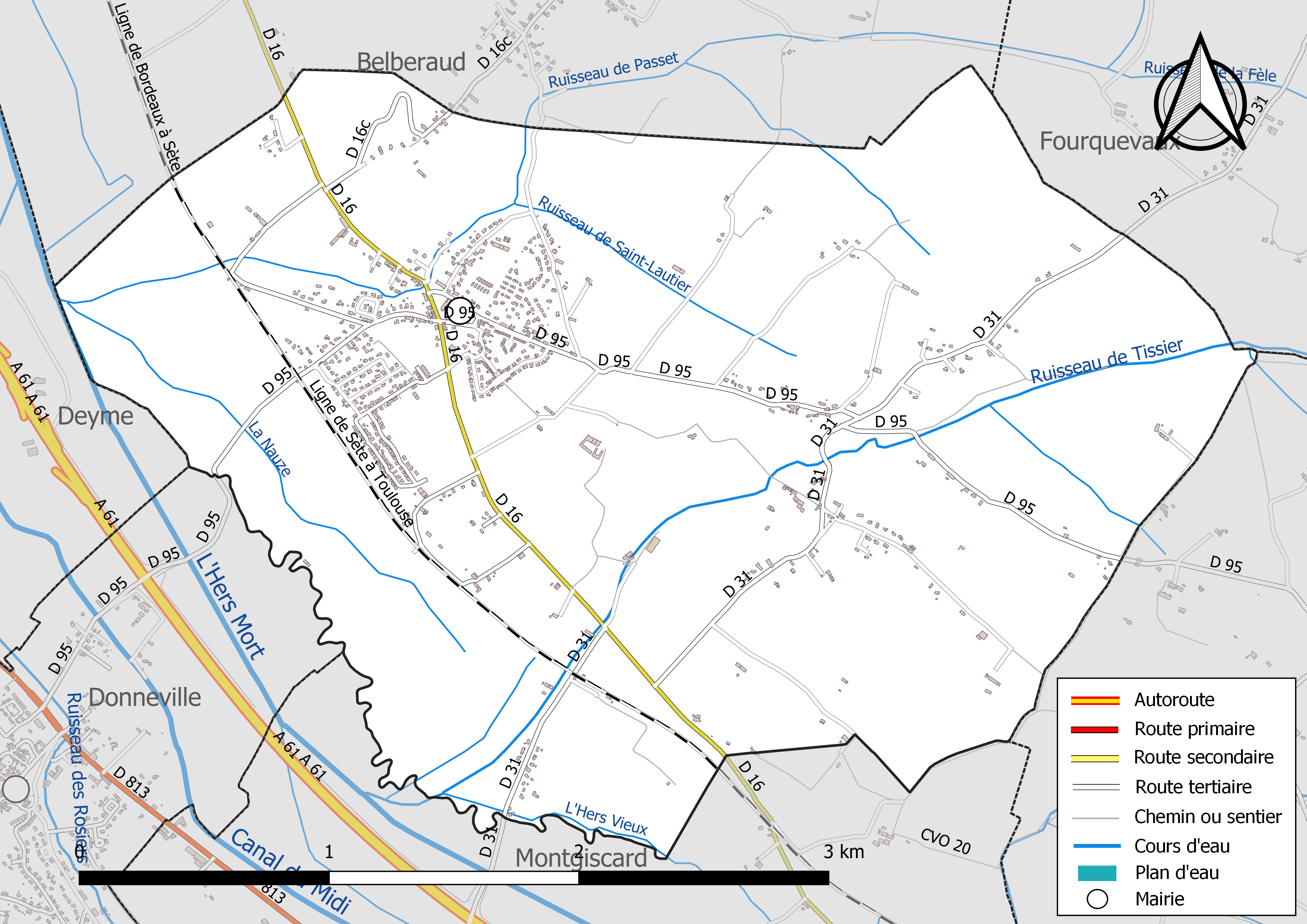
Réseaux hydrographique et routier de Montlaur.

La commune est dans le bassin de la Garonne, au sein du bassin hydrographique Adour-Garonne. Elle est drainée par l'Hers-Mort, le ruisseau de Tissier, la Nauze, l'Hers Vieux, le ruisseau de Passet, le ruisseau de Saint-Lautier et par divers petits cours d'eau, constituant un réseau hydrographique de 13 km de longueur totale,.
L'Hers-Mort, d'une longueur totale de 89,3 km, prend sa source dans la commune de Laurac (11) et s'écoule du sud-est vers le nord-ouest. Il traverse la commune et se jette dans la Garonne à Grenade, après avoir traversé 40 communes.

### Climat
Pour des articles plus généraux, voir Climat de l'Occitanie et Climat de la Haute-Garonne.
En 2010, le climat de la commune est de type climat du Bassin du Sud-Ouest, selon une étude s'appuyant sur une série de données couvrant la période 1971-2000. En 2020, Météo-France publie une typologie des climats de la France métropolitaine dans laquelle la commune est exposée à un climat océanique altéré et est dans la région climatique Aquitaine, Gascogne, caractérisée par une pluviométrie abondante au printemps, modérée en automne, un faible ensoleillement au printemps, un été chaud (19,5 °C), des vents faibles, des brouillards fréquents en automne et en hiver et des orages fréquents en été (15 à 20 jours).
Pour la période 1971-2000, la température annuelle moyenne est de 13,1 °C, avec une amplitude thermique annuelle de 16,1 °C. Le cumul annuel moyen de précipitations est de 716 mm, avec 9,4 jours de précipitations en janvier et 5,4 jours en juillet. Pour la période 1991-2020, la température moyenne annuelle observée sur la station météorologique la plus proche, située sur la commune de Ségreville à 14 km à vol d'oiseau, est de 13,4 °C et le cumul annuel moyen de précipitations est de 747,6 mm,. Pour l'avenir, les paramètres climatiques de la commune estimés pour 2050 selon différents scénarios d'émission de gaz à effet de serre sont consultables sur un site dédié publié par Météo-France en novembre 2022.

### Milieux naturels et biodiversité

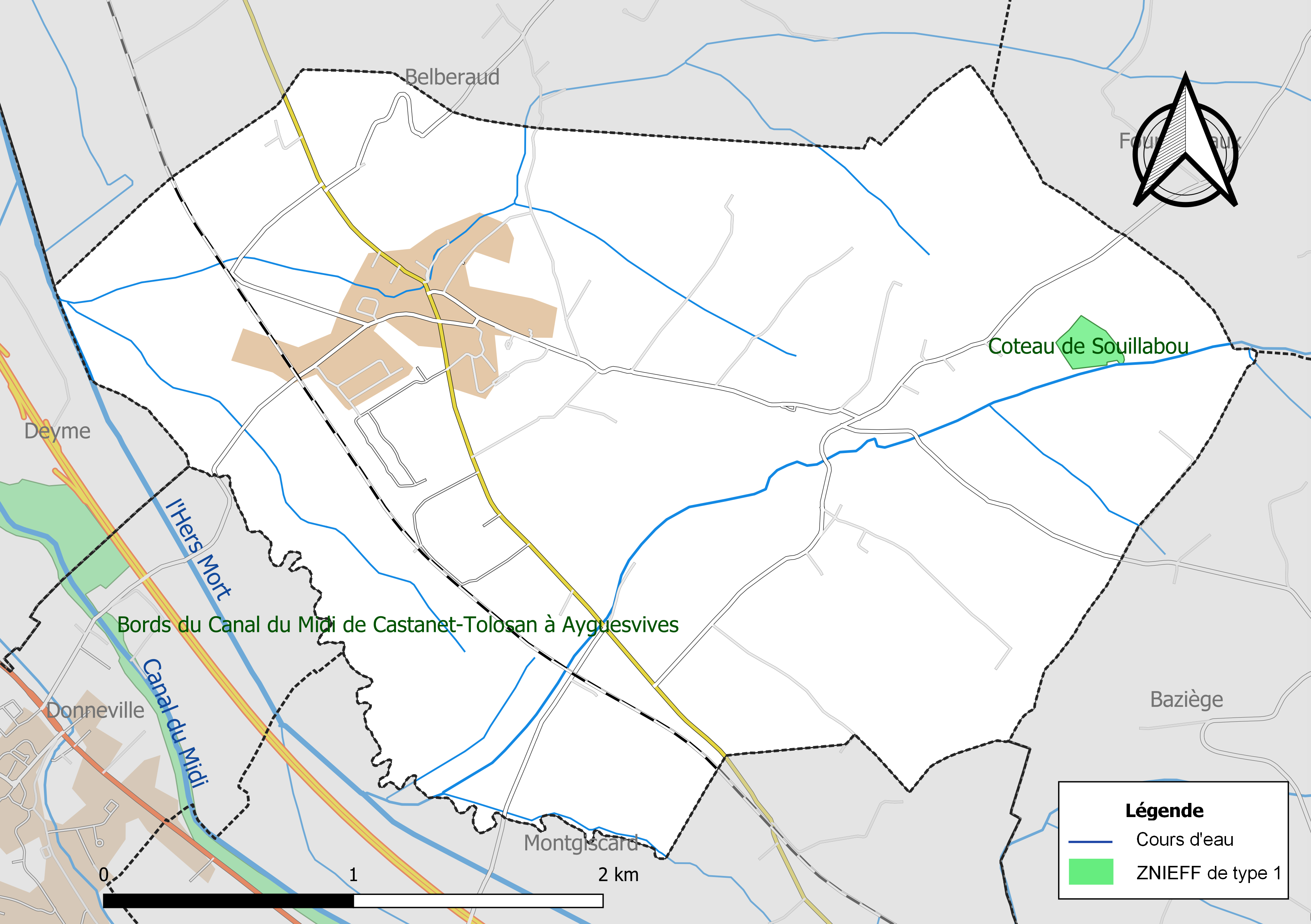
Carte de la ZNIEFF de type 1 localisée sur la commune.

L’inventaire des zones naturelles d'intérêt écologique, faunistique et floristique (ZNIEFF) a pour objectif de réaliser une couverture des zones les plus intéressantes sur le plan écologique, essentiellement dans la perspective d’améliorer la connaissance du patrimoine naturel national et de fournir aux différents décideurs un outil d’aide à la prise en compte de l’environnement dans l’aménagement du territoire.
Une ZNIEFF de type 1 est recensée sur la commune :
le « coteau de Souillabou » (4 ha).

## Urbanisme

### Typologie
Au 1er janvier 2024, Montlaur est catégorisée bourg rural, selon la nouvelle grille communale de densité à sept niveaux définie par l'Insee en 2022.
Elle est située hors unité urbaine. Par ailleurs la commune fait partie de l'aire d'attraction de Toulouse, dont elle est une commune de la couronne,. Cette aire, qui regroupe 527 communes, est catégorisée dans les aires de 700 000 habitants ou plus (hors Paris),.

### Occupation des sols
L'occupation des sols de la commune, telle qu'elle ressort de la base de données européenne d’occupation biophysique des sols Corine Land Cover (CLC), est marquée par l'importance des territoires agricoles (92,9 % en 2018), en diminution par rapport à 1990 (96,2 %). La répartition détaillée en 2018 est la suivante : 
terres arables (66,3 %), zones agricoles hétérogènes (26,7 %), zones urbanisées (7,1 %). L'évolution de l’occupation des sols de la commune et de ses infrastructures peut être observée sur les différentes représentations cartographiques du territoire : la carte de Cassini (XVIIIe siècle), la carte d'état-major (1820-1866) et les cartes ou photos aériennes de l'IGN pour la période actuelle (1950 à aujourd'hui).

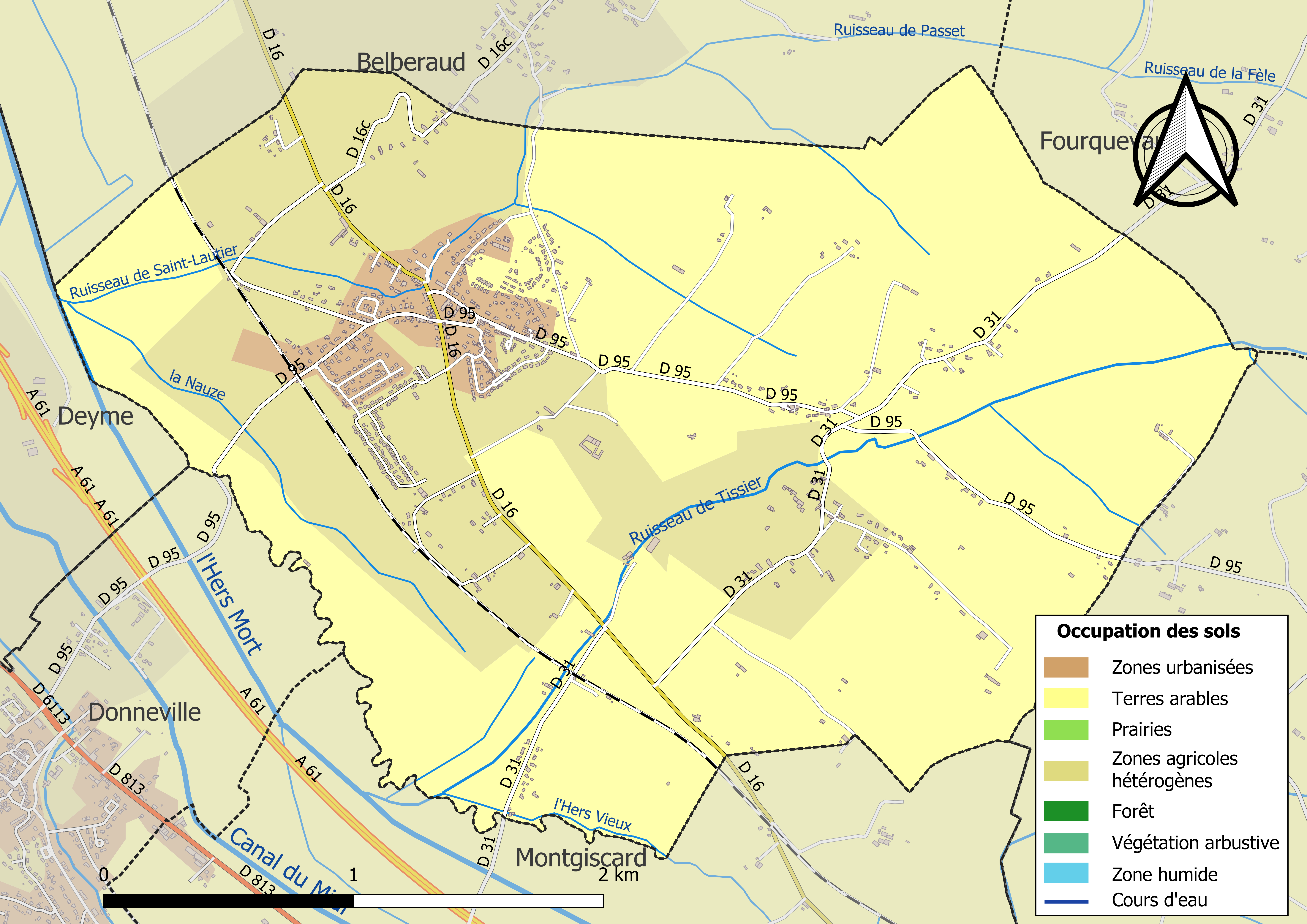
Carte des infrastructures et de l'occupation des sols de la commune en 2018 (CLC).

### Voies de communication et transports
La commune compte une gare sur son territoire, la gare de Montlaur, desservie par des TER Occitanie qui effectuent des liaisons entre les gares de Toulouse-Matabiau, Castelnaudary, Carcassonne et Narbonne.
La ligne 204 du réseau Tisséo relie le centre de la commune à la gare de Labège-Innopole, et la ligne 386 du réseau Arc-en-Ciel relie la commune à la gare routière de Toulouse depuis Villefranche-de-Lauragais.

### Risques majeurs
Le territoire de la commune de Montlaur est vulnérable à différents aléas naturels : météorologiques (tempête, orage, neige, grand froid, canicule ou sécheresse), inondations et séisme (sismicité très faible). Il est également exposé à un risque technologique, la rupture d'un barrage. Un site publié par le BRGM permet d'évaluer simplement et rapidement les risques d'un bien localisé soit par son adresse soit par le numéro de sa parcelle.

#### Risques naturels
Certaines parties du territoire communal sont susceptibles d’être affectées par le risque d’inondation par débordement de cours d'eau, notamment l'Hers-Mort. La commune a été reconnue en état de catastrophe naturelle au titre des dommages causés par les inondations et coulées de boue survenues en 1982, 1983, 1994, 1996, 1998, 1999 et 2009,.

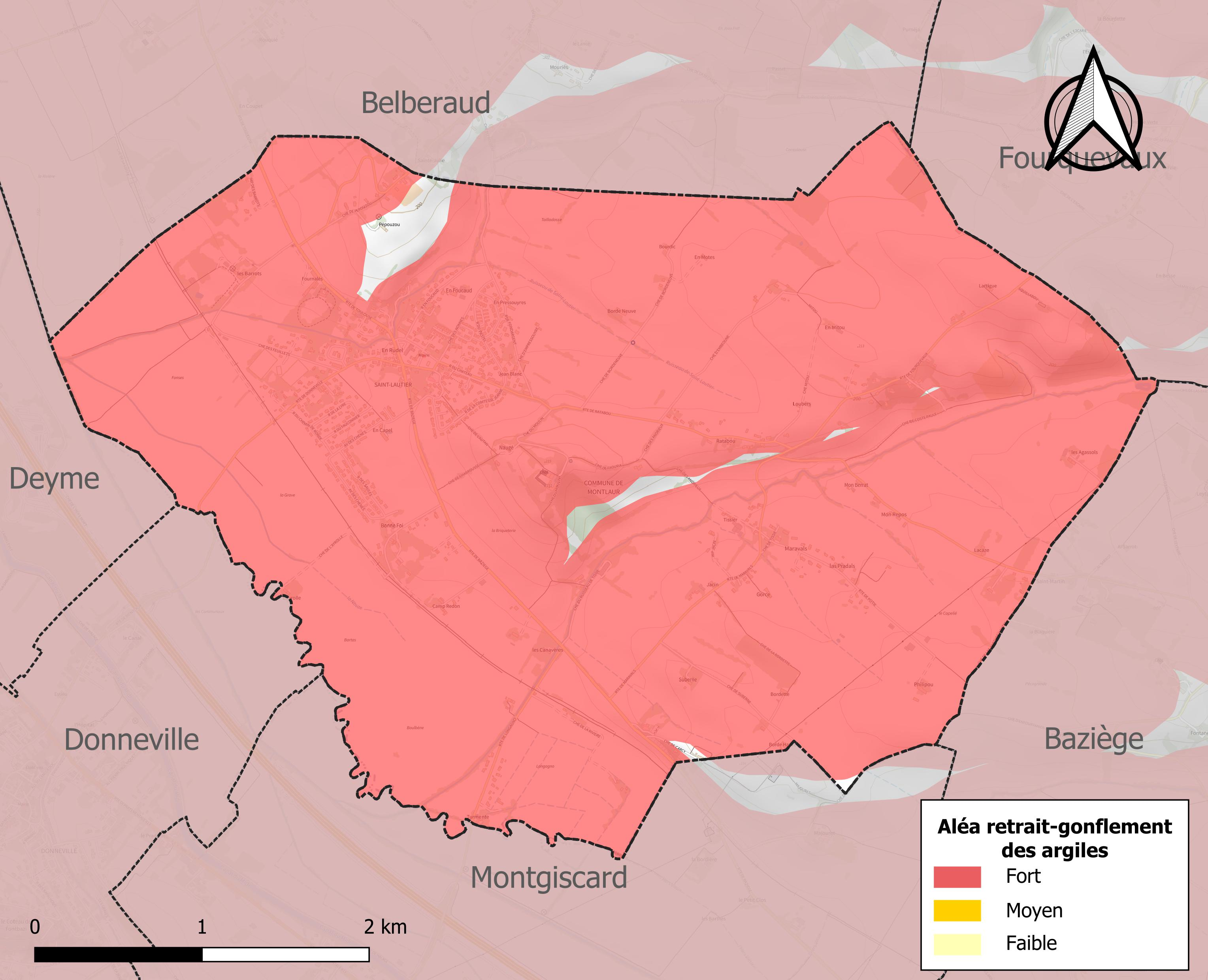
Carte des zones d'aléa retrait-gonflement des sols argileux de Montlaur.

Le retrait-gonflement des sols argileux est susceptible d'engendrer des dommages importants aux bâtiments en cas d’alternance de périodes de sécheresse et de pluie. 98,1 % de la superficie communale est en aléa moyen ou fort (88,8 % au niveau départemental et 48,5 % au niveau national). Sur les 597 bâtiments dénombrés sur la commune en 2019, 593 sont en aléa moyen ou fort, soit 99 %, à comparer aux 98 % au niveau départemental et 54 % au niveau national. Une cartographie de l'exposition du territoire national au retrait gonflement des sols argileux est disponible sur le site du BRGM,.
Par ailleurs, afin de mieux appréhender le risque d’affaissement de terrain, l'inventaire national des cavités souterraines permet de localiser celles situées sur la commune.
Concernant les mouvements de terrains, la commune a été reconnue en état de catastrophe naturelle au titre des dommages causés par la sécheresse en 1998, 2002, 2003, 2012 et 2016 et par des mouvements de terrain en 1983 et 1999.

#### Risques technologiques
La commune est en outre située en aval du barrage de l'Estrade sur la Ganguise (département de l'Aude). À ce titre elle est susceptible d’être touchée par l’onde de submersion consécutive à la rupture de cet ouvrage.

## Héraldique
| Montlaur | Son blasonnement est : D'azur au rustre d'argent. |

## Politique et administration

### Administration municipale
Le nombre d'habitants au recensement de 2017 étant compris entre 1 500 habitants et 2 499 habitants, le nombre de membres du conseil municipal pour l'élection de 2020 est de dix-neuf,.

### Rattachements administratifs et électoraux
Commune faisant partie de la dixième circonscription de la Haute-Garonne, du Sicoval et du canton d'Escalquens (avant le redécoupage départemental de 2014, Montlaur faisait partie de l'ex-canton de Montgiscard).

### Tendances politiques et résultats

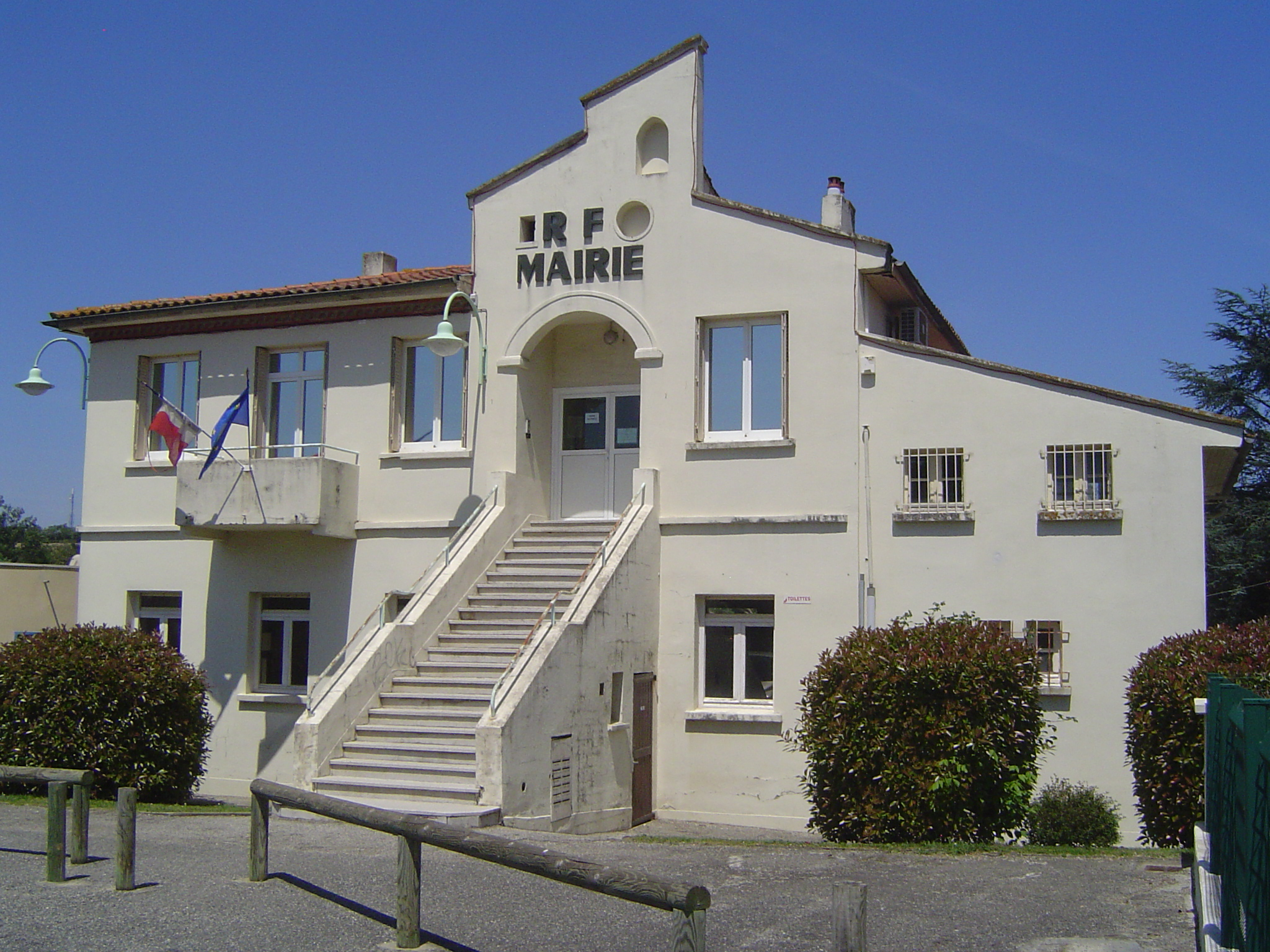
La mairie

### Liste des maires
| Période                                  | Période                  | Identité                 | Étiquette | Qualité           |
| ---------------------------------------- | ------------------------ | ------------------------ | --------- | ----------------- |
| 1790                                     | 1791                     | Antoine Dayde            |           |                   |
| 1791                                     | 1795                     | Jean Bernadou            |           |                   |
|                                          |                          | ..                       |           |                   |
| 1865                                     | 1871                     | Alphonse Langlade        |           |                   |
|                                          |                          | ..                       |           |                   |
| 1929                                     | 1971                     | Emile Pagé               |           |                   |
| 1971                                     | 1989                     | François Pagé            | DVG       |                   |
| 1989                                     | 2008                     | Maïté Battaglio          |           |                   |
| 2008                                     | 2020                     | Pierre Muller            | PS        | Chef d'entreprise |
| 2020                                     | 2021                     | Paul Pougeard Du Limbert |           |                   |
| 2021                                     | octobre 2023 (démission) | Aurélien Evanno          |           |                   |
| Les données manquantes sont à compléter. |                          |                          |           |                   |

## Population et société

### Démographie
L'évolution du nombre d'habitants est connue à travers les recensements de la population effectués dans la commune depuis 1793. Pour les communes de moins de 10 000 habitants, une enquête de recensement portant sur toute la population est réalisée tous les cinq ans, les populations de référence des années intermédiaires étant quant à elles estimées par interpolation ou extrapolation. Pour la commune, le premier recensement exhaustif entrant dans le cadre du nouveau dispositif a été réalisé en 2007.

En 2022, la commune comptait 1 791 habitants, en évolution de +23,77 % par rapport à 2016 (Haute-Garonne : +8,02 %, France hors Mayotte : +2,11 %).
| 1793 | 1800 | 1806 | 1821 | 1831 | 1836 | 1841 | 1846 | 1851 |
| ---- | ---- | ---- | ---- | ---- | ---- | ---- | ---- | ---- |
| 531  | 475  | 599  | 634  | 639  | 691  | 701  | 706  | 712  |

| 1856 | 1861 | 1866 | 1872 | 1876 | 1881 | 1886 | 1891 | 1896 |
| ---- | ---- | ---- | ---- | ---- | ---- | ---- | ---- | ---- |
| 690  | 692  | 670  | 644  | 572  | 518  | 550  | 533  | 511  |

| 1901 | 1906 | 1911 | 1921 | 1926 | 1931 | 1936 | 1946 | 1954 |
| ---- | ---- | ---- | ---- | ---- | ---- | ---- | ---- | ---- |
| 518  | 478  | 462  | 405  | 399  | 407  | 389  | 355  | 412  |

| 1962 | 1968 | 1975 | 1982 | 1990 | 1999 | 2006  | 2007  | 2012  |
| ---- | ---- | ---- | ---- | ---- | ---- | ----- | ----- | ----- |
| 363  | 403  | 527  | 646  | 807  | 889  | 1 172 | 1 212 | 1 185 |

| 2017  | 2022  | - | - | - | - | - | - | - |
| ----- | ----- | - | - | - | - | - | - | - |
| 1 576 | 1 791 | - | - | - | - | - | - | - |

| selon la population municipale des années : | 1968 | 1975 | 1982 | 1990 | 1999 | 2006 | 2009 | 2013 |
| Rang de la commune dans le département      | 190  | 145  | 142  | 144  | 154  | 136  | 139  | 147  |
| Nombre de communes du département           | 592  | 582  | 586  | 588  | 588  | 588  | 589  | 589  |

### Enseignement

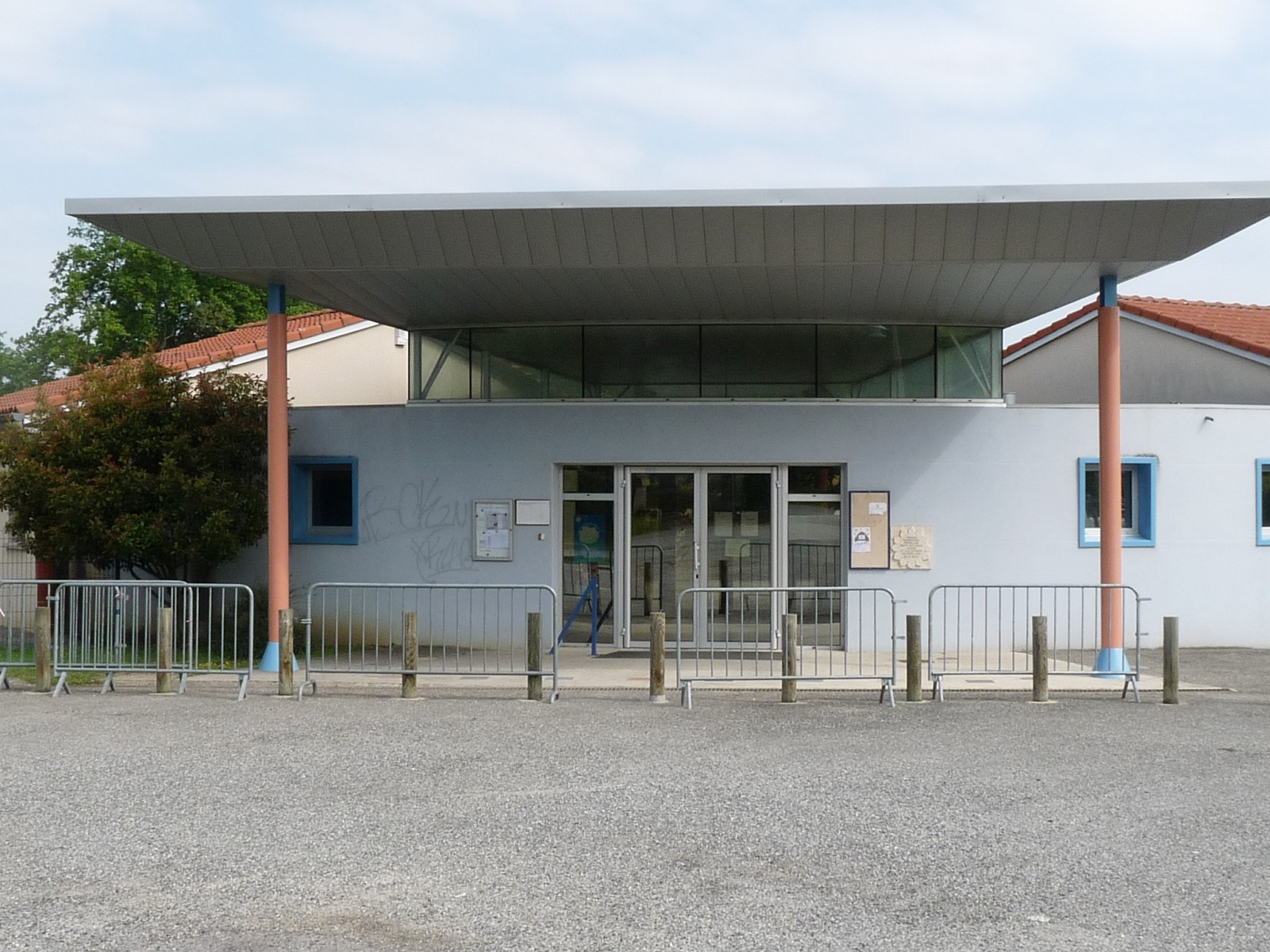
L'école

Montlaur fait partie de l'académie de Toulouse.

### Culture et festivité
Bibliothèque municipale, danse, école de musique, comité des fêtes, foyer rural,

### Activités sportives
Tennis de table, tennis, yoga, chasse, randonnée pédestre, football, basketball,

### Écologie et recyclage
La collecte et le traitement des déchets des ménages et des déchets assimilés ainsi que la protection et la mise en valeur de l'environnement se font dans le cadre du Sicoval,.

## Économie

### Revenus
En 2018  (données Insee publiées en septembre 2021), la commune compte 665 ménages fiscaux, regroupant 1 854 personnes. La médiane du revenu disponible par unité de consommation est de 24 970 € (23 140 € dans le département).

### Emploi
|                | 2008  | 2013  | 2018  |
| -------------- | ----- | ----- | ----- |
| Commune        | 3,7 % | 5 %   | 4,6 % |
| Département    | 7,7 % | 9,6 % | 9,3 % |
| France entière | 8,3 % | 10 %  | 10 %  |

En 2018, la population âgée de 15 à 64 ans s'élève à 1 126 personnes, parmi lesquelles on compte 81,2 % d'actifs (76,6 % ayant un emploi et 4,6 % de chômeurs) et 18,8 % d'inactifs,. Depuis 2008, le taux de chômage communal (au sens du recensement) des 15-64 ans est inférieur à celui de la France et du département.
La commune fait partie de la couronne de l'aire d'attraction de Toulouse, du fait qu'au moins 15 % des actifs travaillent dans le pôle,. Elle compte 128 emplois en 2018, contre 91 en 2013 et 101 en 2008. Le nombre d'actifs ayant un emploi résidant dans la commune est de 870, soit un indicateur de concentration d'emploi de 14,7 % et un taux d'activité parmi les 15 ans ou plus de 68,5 %.
Sur ces 870 actifs de 15 ans ou plus ayant un emploi, 88 travaillent dans la commune, soit 10 % des habitants. Pour se rendre au travail, 90,2 % des habitants utilisent un véhicule personnel ou de fonction à quatre roues, 3,3 % les transports en commun, 3,4 % s'y rendent en deux-roues, à vélo ou à pied et 3 % n'ont pas besoin de transport (travail au domicile).

### Activités hors agriculture

#### Secteurs d'activités
110 établissements sont implantés  à Montlaur au 31 décembre 2019. Le tableau ci-dessous en détaille le nombre par secteur d'activité et compare les ratios avec ceux du département,.
| Secteur d'activité                                                                                        | Commune | Commune | Département |
| Secteur d'activité                                                                                        | Nombre  | %       | %           |
| --- | ------- | ------- | ----------- |
| Ensemble                                                                                                  | 110     | 100 %   | (100 %)     |
| Industrie manufacturière, industries extractives et autres                                                | 4       | 3,6 %   | (5,7 %)     |
| Construction                                                                                              | 19      | 17,3 %  | (12 %)      |
| Commerce de gros et de détail, transports, hébergement et restauration                                    | 18      | 16,4 %  | (25,9 %)    |
| Information et communication                                                                              | 4       | 3,6 %   | (4,1 %)     |
| Activités financières et d'assurance                                                                      | 5       | 4,5 %   | (3,8 %)     |
| Activités immobilières                                                                                    | 3       | 2,7 %   | (4,2 %)     |
| Activités spécialisées, scientifiques et techniques et activités de services administratifs et de soutien | 29      | 26,4 %  | (19,8 %)    |
| Administration publique, enseignement, santé humaine et action sociale                                    | 14      | 12,7 %  | (16,6 %)    |
| Autres activités de services                                                                              | 14      | 12,7 %  | (7,9 %)     |

Le secteur des activités spécialisées, scientifiques et techniques et des activités de services administratifs et de soutien est prépondérant sur la commune puisqu'il représente 26,4 % du nombre total d'établissements de la commune (29 sur les 110 entreprises implantées  à Montlaur), contre 19,8 % au niveau départemental.

#### Entreprises et commerces
Les trois entreprises ayant leur siège social sur le territoire communal qui génèrent le plus de chiffre d'affaires en 2020 sont : 
- Berlio, commerce de détail de meubles (409 k€)
- J Pro Elec, travaux d'installation électrique dans tous locaux (184 k€)
- Vision + Securite, activités de sécurité privée (1 k€)

### Agriculture
La commune est dans le Lauragais, une petite région agricole occupant le nord-est du département de la Haute-Garonne, dont les coteaux portent des grandes cultures en sec avec une dominante blé dur et tournesol. En 2020, l'orientation technico-économique de l'agriculture  sur la commune est l'exploitation de grandes cultures (hors céréales et oléoprotéagineuses).
|               | 1988 | 2000 | 2010 | 2020 |
| ------------- | ---- | ---- | ---- | ---- |
| Exploitations | 25   | 14   | 10   | 12   |
| SAU (ha)      | 608  | 520  | 356  | 540  |

Le nombre d'exploitations agricoles en activité et ayant leur siège dans la commune est passé de 25 lors du recensement agricole de 1988  à 14 en 2000 puis à 10 en 2010 et enfin à 12 en 2020, soit une baisse de 52 % en 32 ans. Le même mouvement est observé à l'échelle du département qui a perdu pendant cette période 57 % de ses exploitations,. La surface agricole utilisée sur la commune a également diminué, passant de 608 ha en 1988 à 540 ha en 2020. Parallèlement la surface agricole utilisée moyenne par exploitation a augmenté, passant de 24 à 45 ha.

## Culture locale et patrimoine

### Lieux et monuments
- Le château de Montlaur, au sommet de la colline, au-dessus du village, fut un pied-à-terre de Catherine de Médicis. Il est en parfait état, fait de brique rouge. Sa construction initiale remonte au temps des Cathares. Il est inscrit aux monuments historiques en 1982.
- Église paroissiale Saint-Lautier.

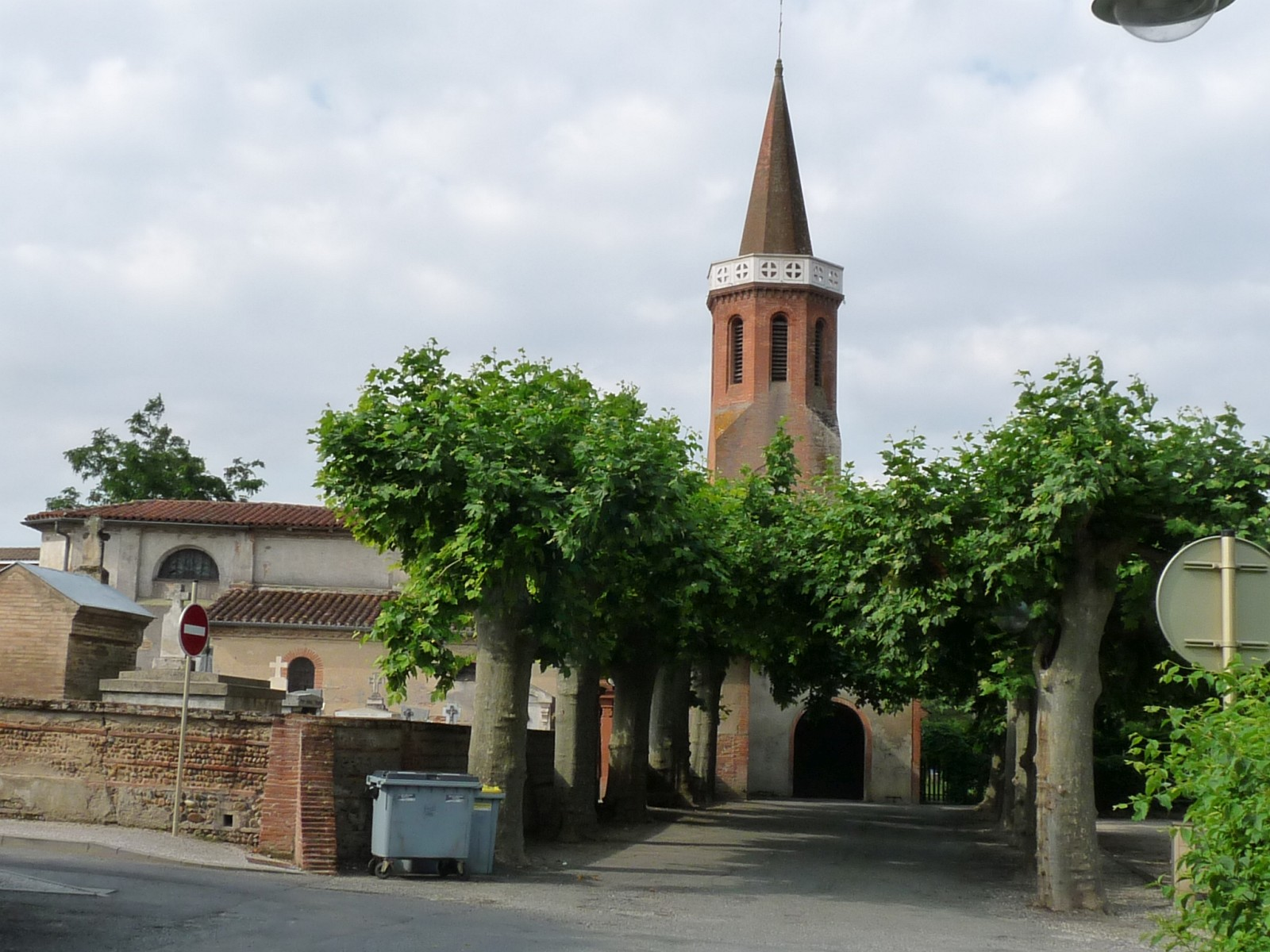
L'église Saint-Lautier
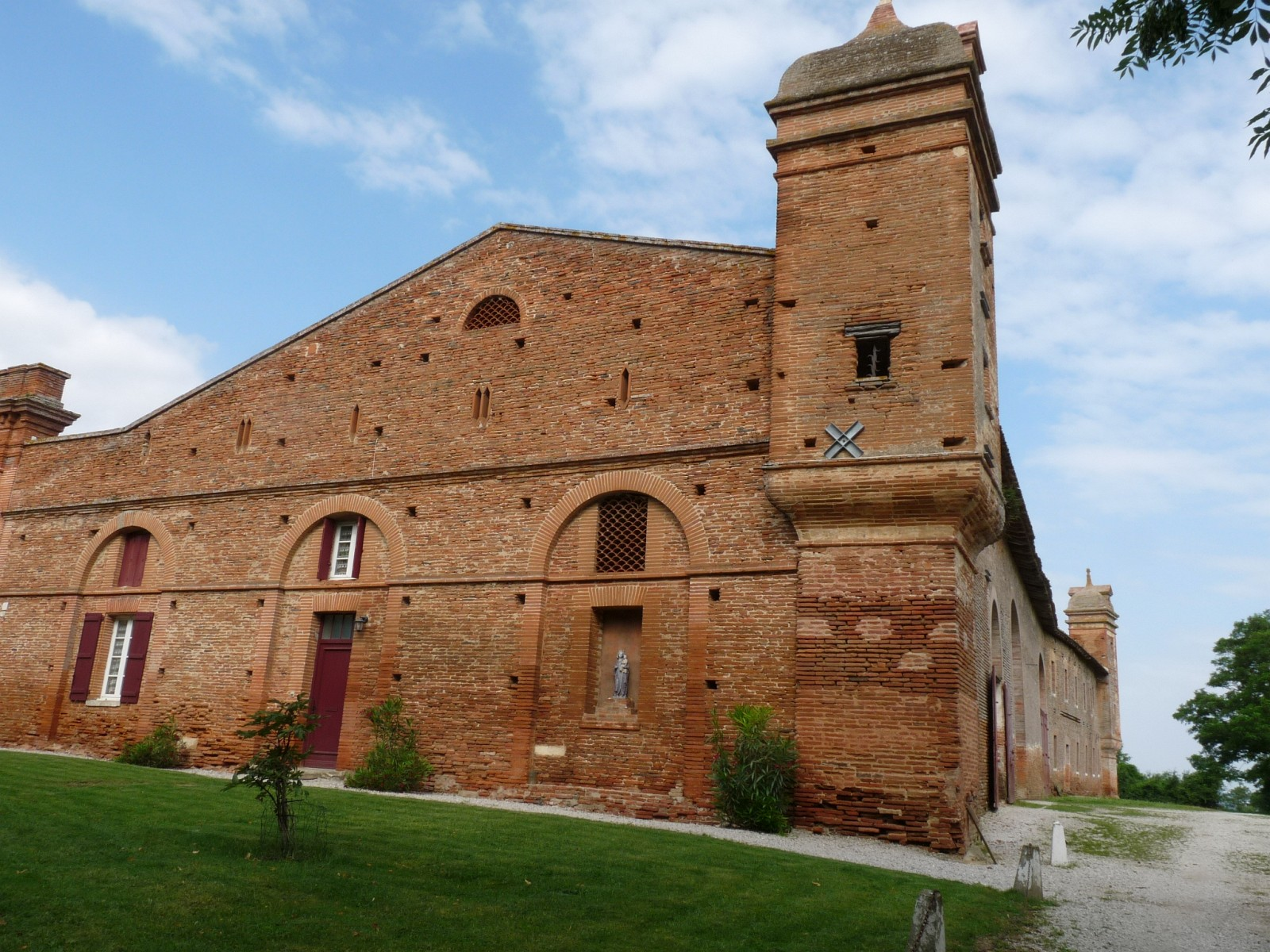
Le château de Montlaur
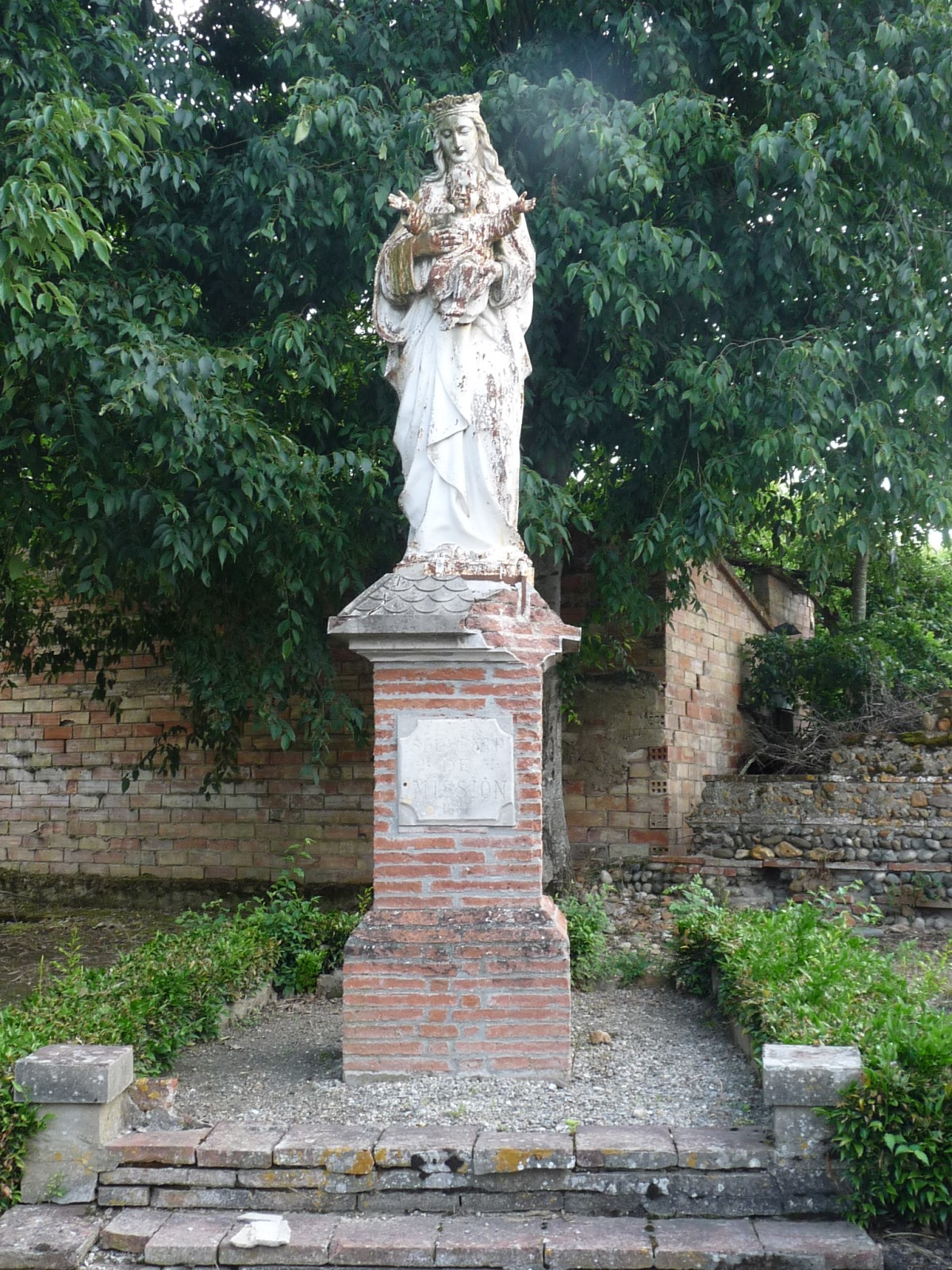
Statue de la Vierge à l'Enfant d'une mission XIXe siècle

### Personnalités liées à la commune
- Raymond VI de Toulouse

## Pour approfondir